# Exército otomano
A história das forças armadas do Império Otomano pode ser dividida em cinco períodos históricos. A era da fundação segue dos anos de 1300 (na expedição bizantina) a 1453 (queda de Constantinopla), a era clássica que vai de 1451 (entronamento do sultão Maomé) a 1606 (Paz de Zsitvatorok), o período de reforma de 1606 a 1826 (Vaka-i Hayriye), a era da modernização de 1826 a 1858 e o período de declínio de 1861 (entronamento do sultão Abdulazize) a 1918 (Armistício de Mudros).
Ao longo dos anos receberam apoio por parte de países da Europa, como a Alemanha.
No auge da Primeira Guerra Mundial chegou a mobilizar quase três milhões de homens.

## Fotos

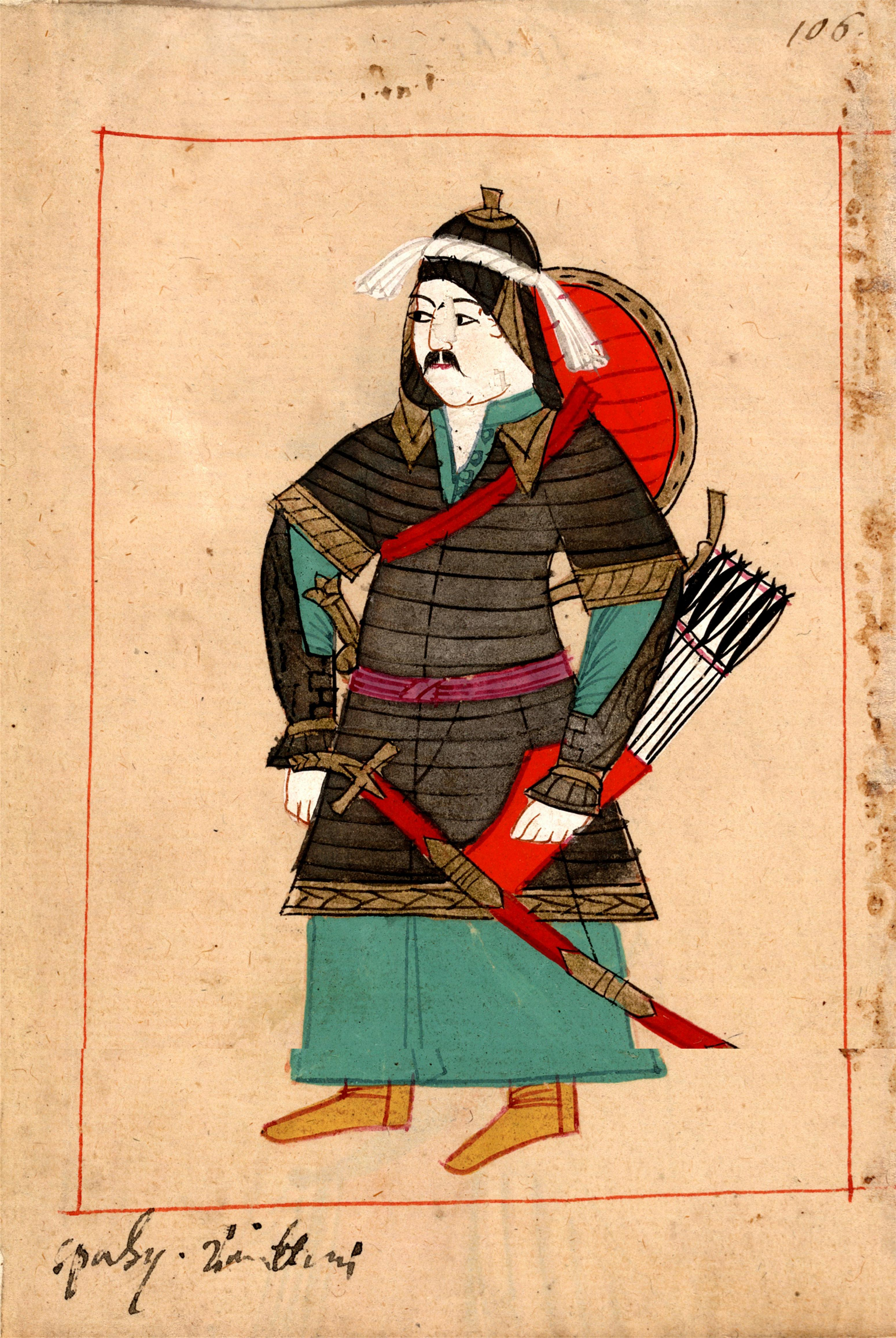
Um guerreiro otomano da era clássica.
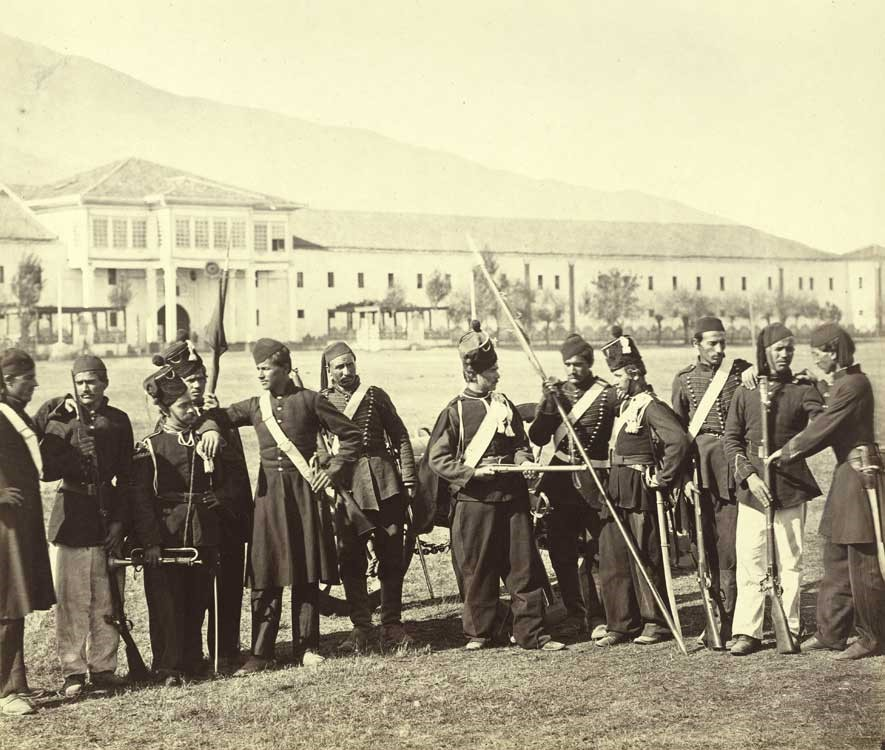
Militares otomanos do período da reforma da década de 1850.
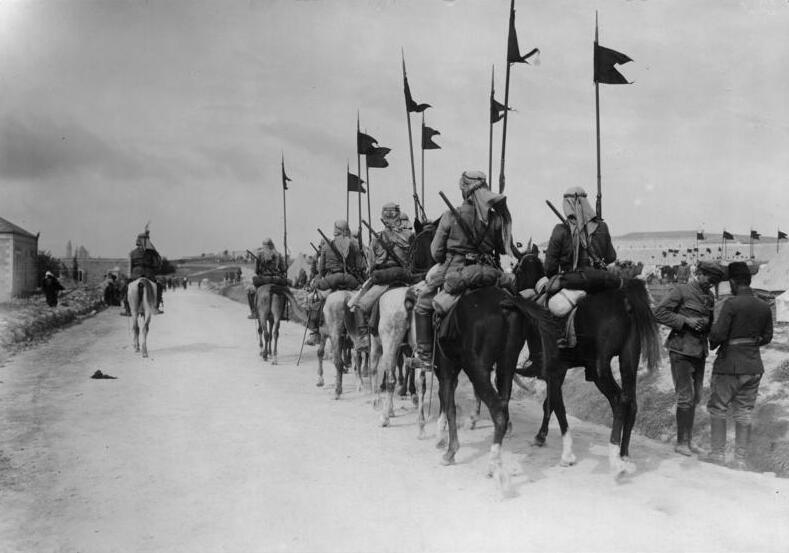
Cavalaria otomana durante a primeira grande guerra.
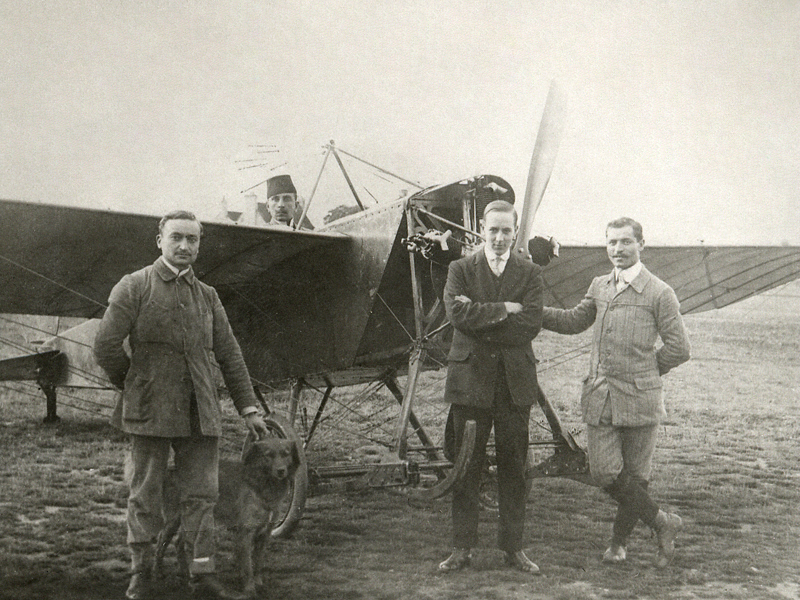
Homens da aviação militar otomana.
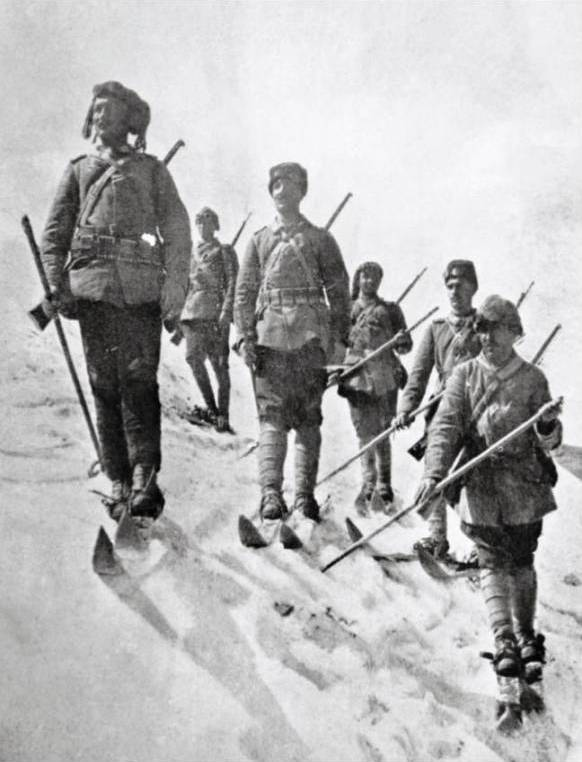
Soldados otomanos no século XX.